# Cavitaves
Cavitaves es un clado que contiene el orden Leptosomiformes (cuco carraca) y el clado Eucavitaves (un gran conjunto de aves que incluye pájaros carpinteros , martines pescadores y trogones ). Este grupo fue definido en el PhyloCode por George Sangster y colegas en 2022 como "el clado corona menos inclusivo que contiene Leptosomus discolor y Picus viridis". El nombre se refiere al hecho de que la mayoría de ellos anidan en cavidades.
|                    | Bucerotiformes (hornbills and hoopoes)                                                                           |
|                    | |
| Picodynastornithes | \| \| Coraciiformes (rollers and kingfishers) \| \| \| \| \| \| Piciformes (woodpeckers and toucans) \| \| \| \| |
|                    | \| \| Coraciiformes (rollers and kingfishers) \| \| \| \| \| \| Piciformes (woodpeckers and toucans) \| \| \| \| |
|                    | Coraciiformes (rollers and kingfishers)                                                                          |
|                    | |
|                    | Piciformes (woodpeckers and toucans)                                                                             |
|                    | |

|  | Coraciiformes (rollers and kingfishers) |
|  |                                         |
|  | Piciformes (woodpeckers and toucans)    |
|  |                                         |

|                    | Bucerotiformes (hornbills and hoopoes)                                                                           |
|                    | |
| Picodynastornithes | \| \| Coraciiformes (rollers and kingfishers) \| \| \| \| \| \| Piciformes (woodpeckers and toucans) \| \| \| \| |
|                    | \| \| Coraciiformes (rollers and kingfishers) \| \| \| \| \| \| Piciformes (woodpeckers and toucans) \| \| \| \| |
|                    | Coraciiformes (rollers and kingfishers)                                                                          |
|                    | |
|                    | Piciformes (woodpeckers and toucans)                                                                             |
|                    | |

|  | Coraciiformes (rollers and kingfishers) |
|  |                                         |
|  | Piciformes (woodpeckers and toucans)    |
|  |                                         |

|                    | Bucerotiformes (hornbills and hoopoes)                                                                           |
|                    | |
| Picodynastornithes | \| \| Coraciiformes (rollers and kingfishers) \| \| \| \| \| \| Piciformes (woodpeckers and toucans) \| \| \| \| |
|                    | \| \| Coraciiformes (rollers and kingfishers) \| \| \| \| \| \| Piciformes (woodpeckers and toucans) \| \| \| \| |
|                    | Coraciiformes (rollers and kingfishers)                                                                          |
|                    | |
|                    | Piciformes (woodpeckers and toucans)                                                                             |
|                    | |

|  | Coraciiformes (rollers and kingfishers) |
|  |                                         |
|  | Piciformes (woodpeckers and toucans)    |
|  |                                         |

|                    | Bucerotiformes (hornbills and hoopoes)                                                                           |
|                    | |
| Picodynastornithes | \| \| Coraciiformes (rollers and kingfishers) \| \| \| \| \| \| Piciformes (woodpeckers and toucans) \| \| \| \| |
|                    | \| \| Coraciiformes (rollers and kingfishers) \| \| \| \| \| \| Piciformes (woodpeckers and toucans) \| \| \| \| |
|                    | Coraciiformes (rollers and kingfishers)                                                                          |
|                    | |
|                    | Piciformes (woodpeckers and toucans)                                                                             |
|                    | |

|  | Coraciiformes (rollers and kingfishers) |
|  |                                         |
|  | Piciformes (woodpeckers and toucans)    |
|  |                                         |